# 카스타드
카스타드는 카스텔라에 커스터드를 넣은 과자이다. 대한민국에서는 롯데 카스타드와 오리온 카스타드가 판매되고 있다. 롯데 카스타드는 1989년(일본 주식회사 롯데 제품은 1986년) 오리온에서는 2004년에 각각 출시되었다.